# 井植薫
井植 薫（いうえ かおる、1911年2月9日 - 1988年8月13日）は、日本の経営者。兵庫県出身。

## 経歴
松下電器産業での勤務を経て、1949年12月に三洋電機に入社。1950年4月に取締役に就任し、常務、専務を経て、1968年11月に副社長に就任し、1971年1月には社長に昇格し、1986年2月までに務めた。
1969年3月に藍綬褒章を受章し、1981年4月に勲二等旭日重光章を受章。
1988年8月13日肺炎のために死去。77歳没。